# Quekett Microscopical Club

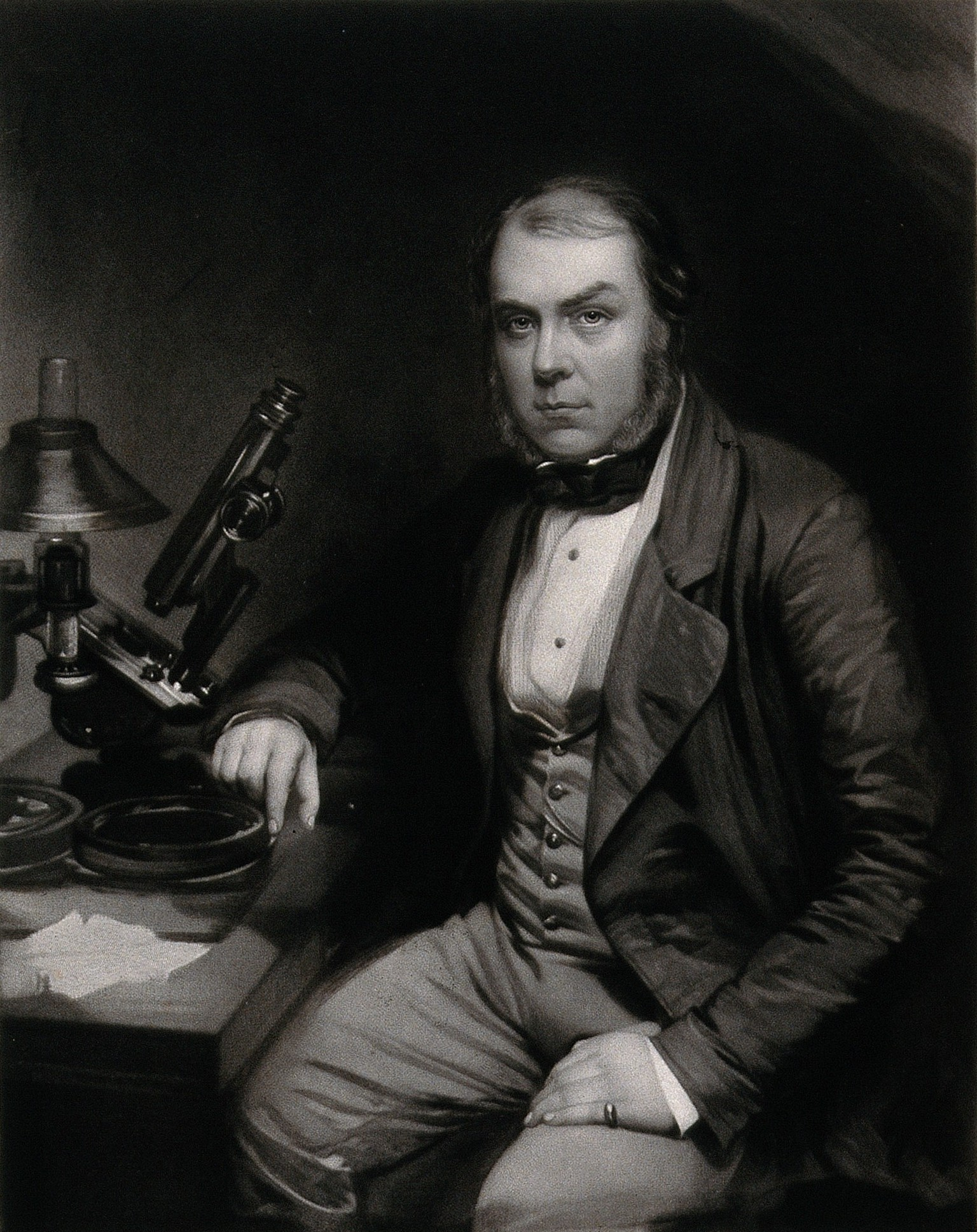
John Thomas Quekett

Der Quekett Microscopical Club ist eine Vereinigung für Mikroskopie in London, die 1865 gegründet wurde. Sie wendet sich sowohl an Amateure als auch an professionelle Praktiker der Mikroskopie.
Sie ist die zweitälteste Gesellschaft für Mikroskopie nach der Royal Microscopical Society.
Die Gesellschaft wurde nach einem Leserbrief von W. Gibson im Science Gossip vom Mai 1865 von Mordecai Cubitt Cooke, Thomas Ketteringham und Witham Bywater und anderen gegründet und hatte sein erstes Treffen im Juli 1865. Sie nannten sich nach dem viktorianischen Praktiker und Popularisator der Mikroskopie John Thomas Quekett.
Die Gesellschaft gibt das Quekett Journal of Microscopy und einen Bulletin heraus. Die Mitglieder treffen sich monatlich im Natural History Museum.
Zu den Präsidenten zählten auch bekannte Wissenschaftler, darunter Edwin Lankester (Präsident 1865–66), Lionel Smith Beale (1870–71), Henry Lee (1875–77), Thomas Henry Huxley (1877–79), Thomas Spencer Cobbold (1879–80), Mordecai Cubitt Cooke (1881–83), William Benjamin Carpenter (1883–85), William Dallinger (1889–92), George Edward Massee (1899–1903), Arthur Dendy (1911–16), Alfred Barton Rendle (1916–21), Sir David Prain (1924–26), William Thomas Calman (1926–28), John Ramsbottom (1928–31) und Hamilton Hartridge (1951–54).